# Katholieke Kerk in Zwitserland

Zwitserland

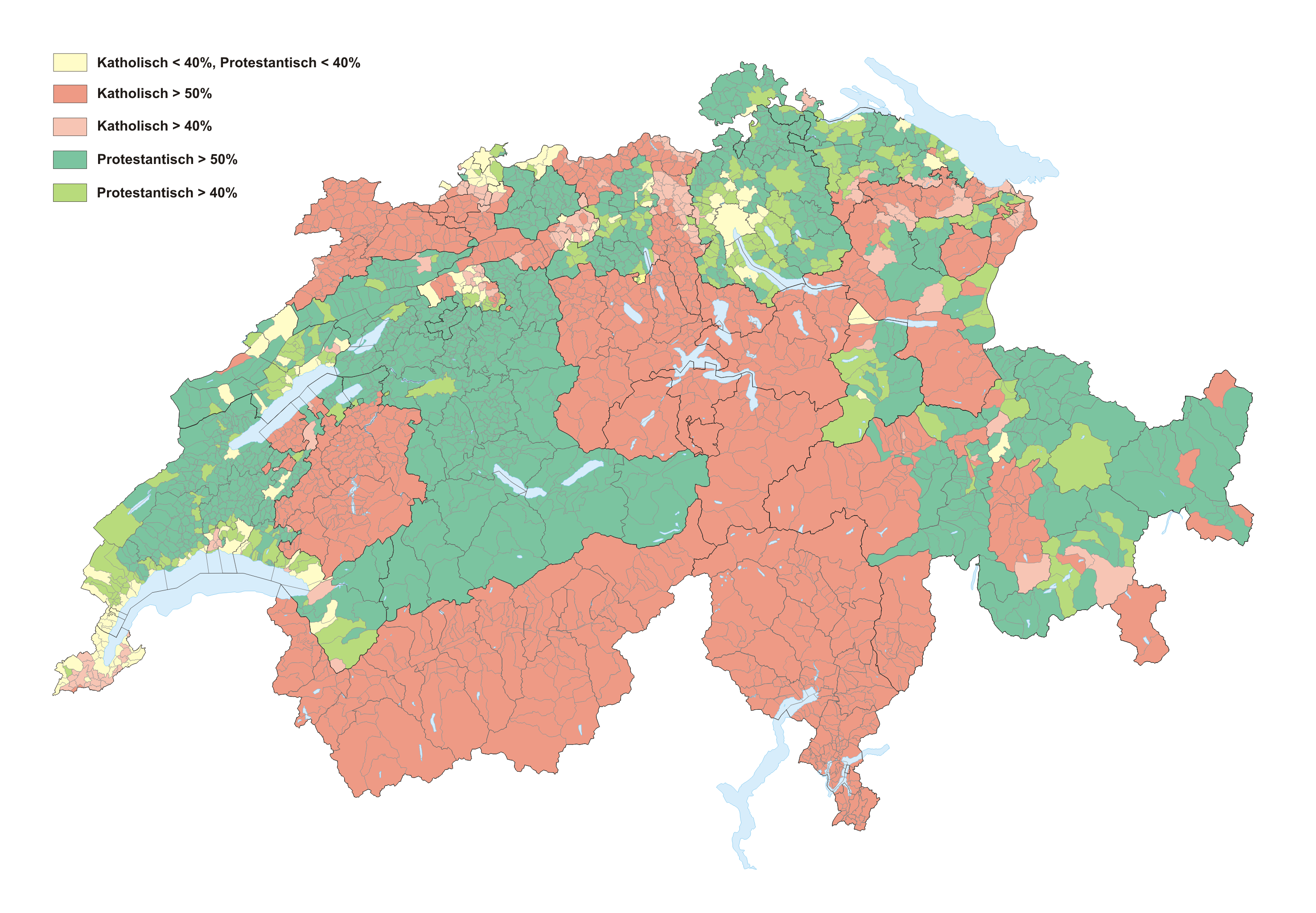
Religie in Zwitserland. Traditioneel katholieke gebieden zijn weergegeven in rood.

De Katholieke Kerk in Zwitserland maakt deel uit van de wereldwijde Katholieke Kerk, onder het leiderschap van de paus en de Curie.
Het christendom werd eind 2e eeuw vanuit Gallië en Noord-Italië in Zwitserland verbreid.  Later kwamen Ierse monniken, onder andere Gallus (ca. 550-ca. 630), maar de organisatie van de Kerk vond pas in de Karolingische tijd plaats.  Sinds de grondwet van 1848 hebben alle confessies gelijke rechten; aan jezuïeten was het echter tot 1973 verboden in Zwitserland te werken en nieuwe bisdommen en kloosters mogen slechts na goedkeuring van de landsregering worden opgericht. Thans is ca. 44% van de bevolking katholiek.
Apostolisch nuntius voor Zwitserland is aartsbisschop Martin Krebs, die tevens nuntius is voor Liechtenstein en Monaco.

## Bisdommen

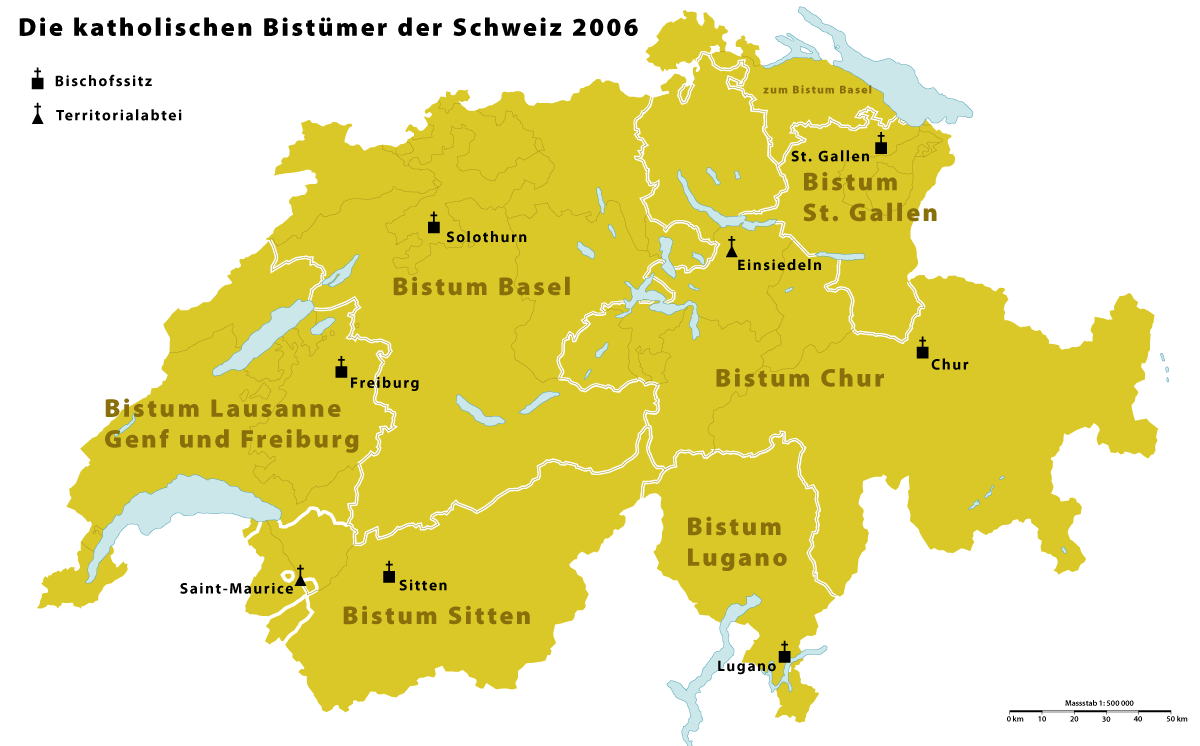
Bisdommen in Zwitserland

De Katholieke Kerk in Zwitserland vormt geen eigen kerkprovincie, maar heeft zes, rechtstreeks van de H. Stoel afhankelijke bisdommen alsmede twee abdijen nullius:
1. Bisdom Bazel (zetel in Solothurn)
2. Bisdom Chur
3. Bisdom Lausanne, Genève en Fribourg (zetel in Fribourg)
4. Bisdom Lugano
5. Bisdom Sankt Gallen
6. Bisdom Sion
7. Abdij Maria Einsiedeln
8. Abdij Saint-Maurice